# アルフレッド・フェルドロース
アルフレッド・フェルドロース（Alfred Verdross、1890年2月22日 - 1980年4月27日）は、オーストリア・インスブルック出身の法学者。

## 人物
ウィーン大学、ミュンヘン大学、ローザンヌ大学で学んだ。ウィーンではハンス・ケルゼンに学んだ。
1921年にウィーン大学の私講師に就任した後、同大学で学長まで昇進した。研究対象は国際法、法哲学。

## 思想
自然法論を展開し、第二次世界大戦後の自然法の再生に力を尽くした。

## 職歴
- 1921年 - ウィーン大学私講師
- 1924年 - 同員外教授
- 1925年 - 同正教授
- 1931年 - 同法学部長（～1932年）
- 1951年 - 同大学学長（～1952年）
- 1958年 - 同法学部長（～1959年）

## 役職
- 1950年 - オーストリア学士院会員
- 1952年 - 国際法学会副会長
- 1957年 - 国連国際法委員会委員（～1965年）
- 1958年 - ハーグ常設国際仲裁裁判所判事、ヨーロッパ人権裁判所判事
- 1959年 - 国際法学会会長

## 邦訳
- （原秀男・栗田陸雄）『自然法』（成文堂，1974年）